# Мировая лига по хоккею на траве
Мировая лига по хоккею на траве (англ. FIH Hockey World League) — международное соревнование по хоккею на траве, проходившее под эгидой Международной федерации хоккея на траве (FIH). Турнир, длившийся в течение двух лет, также служил как квалификационное соревнование для чемпионатов мира (мужского и женского), а также для соревнований по хоккею на траве на Олимпийских играх..
Последний розыгрыш состоялся в сезоне 2016/2017, вместо Мировой лиги с сезона 2018/2019 проводятся соревнования в рамках Лиги Про и Хоккейной серии.

## Формат соревнования
Как мужской, так и женский турниры проводятся в четыре раунда. Для каждого турнира Мировой лиги Международная федерация определяет количество подтурниров (events) и команды, которые будут участвовать в каждом раунде. Количество подтурниров в 1-м раунде зависит от количества участвующих в турнире команд. Некоторые команды получают прямой выход во 2-й раунд или сразу в полуфинал в зависимости от их положения в рейтинге FIH на момент определения состава сборных для участия в очередном турнире Мировой лиги; количество таких команд также варьируется от одного розыгрыша к другому.
| Год     | Кол-во команд | Кол-во команд | Раунд 1                          | Раунд 1                          | Раунд 2                    | Полуфиналы                  | Финал                  |
| Год     | Муж.          | Жен.          | Муж.                             | Жен.                             | Раунд 2                    | Полуфиналы                  | Финал                  |
| ------- | ------------- | ------------- | -------------------------------- | -------------------------------- | -------------------------- | --------------------------- | ---------------------- |
| 2012/13 | 54            | 45            | 9 подтурниров (от 3 до 5 команд) | 6 подтурниров (от 2 до 6 команд) | 4 подтурнира (по 6 команд) | 2 подтурнира (по 8 команд)  | 1 подтурнир (8 команд) |
| 2014/15 | 56            | 51            | 9 подтурниров (от 4 до 8 команд) | 7 подтурниров (от 3 до 9 команд) | 3 подтурнира (по 8 команд) | 2 подтурнира (по 10 команд) | 1 подтурнир (8 команд) |

## Мужчины

### Победители и призёры
| 2012/13 Детали | Нью-Дели, Индия | Нидерланды | 7:2 | Новая Зеландия | Англия | 2:1            | Австралия  |
| 2014/15 Детали | Райпур, Индия   | Австралия  | 2:1 | Бельгия        | Индия  | 5:5 (пен. 3:2) | Нидерланды |
| 2016/17 Детали | Индия           |            |     |                |        |                |            |

### Медальный зачёт
| Страна         | Золото      | Серебро     | Бронза       | 4-е место   |
| -------------- | ----------- | ----------- | ------------ | ----------- |
| Австралия      | 1 (2014/15) |             |              | 1 (2012/13) |
| Нидерланды     | 1 (2012/13) |             |              | 1 (2014/15) |
| Бельгия        |             | 1 (2014/15) |              |             |
| Новая Зеландия |             | 1 (2012/13) |              |             |
| Англия         |             |             | 1 (2012/13)  |             |
| Индия          |             |             | 1 (2014/15)* |             |

* = сборная страны-хозяйки финального турнира

## Женщины

### Победители и призёры
| 2012/13 Детали | Сан-Мигель-де-Тукуман, Аргентина | Нидерланды | 5:1 | Австралия      | Англия           | 1:1 (пен. 4:2) | Аргентина |
| 2014/15 Детали | Росарио, Аргентина               | Аргентина  | 5:1 | Новая Зеландия | Германия         | 6:2            | Китай     |
| 2016/17 Детали | Окленд, Новая Зеландия           | Нидерланды | 3:0 | Новая Зеландия | Республика Корея | 1:0            | Англия    |

### Медальный зачёт
| Страна           | Золото               | Серебро               | Бронза      | 4-е место    |
| ---------------- | -------------------- | --------------------- | ----------- | ------------ |
| Нидерланды       | 2 (2012/13, 2016/17) |                       |             |              |
| Аргентина        | 1 (2014/15*)         |                       |             | 1 (2012/13*) |
| Австралия        |                      | 1 (2012/13)           |             |              |
| Новая Зеландия   |                      | 1 (2014/15, 2016/17*) |             |              |
| Англия           |                      |                       | 1 (2012/13) |              |
| Германия         |                      |                       | 1 (2012/13) |              |
| Республика Корея |                      |                       | 1 (2016/17) |              |
| Китай            |                      |                       |             | 1 (2014/15)  |

* = сборная страны-хозяйки финального турнира